# Kip Carpenter
Kip Carpenter (Kalamazoo, Michigan, 30 april 1979) is een Amerikaans oud-langebaanschaatser.
Carpenter begon zijn carrière als shorttracker, maar stapte in 1998 over naar de langebaan en beleefde zijn hoogtepunt tijdens de Olympische Winterspelen van 2002 in Salt Lake City waar hij op de 500 meter brons haalde. Na zijn schaatscarrière werd hij bondscoach van de Amerikaanse schaatsploeg. Sinds 2014 woont hij in Leeuwarden en is hij assistent-coach van de nationale shorttrack-selectie.

## Persoonlijk records
| Afstand    | Tijd    | Datum            | Baan           |
| ---------- | ------- | ---------------- | -------------- |
| 500 meter  | 34,67   | 9 maart 2007     | Salt Lake City |
| 1000 meter | 1.07,89 | 16 februari 2002 | Salt Lake City |
| 1500 meter | 1.50,48 | 26 oktober 2007  | Salt Lake City |
| 3000 meter | 4.55,29 | 16 januari 1994  | Milwaukee      |

## Resultaten
| jaar | Olympische Spelen | WK Afstanden       | WK Sprint |
| ---- | ----------------- | ------------------ | --------- |
| 2000 |                   | 13e 500m           | -         |
| 2001 |                   | 12e 500m           | -         |
| 2002 | 500m · 4e 1000m   |                    | 7e        |
| 2003 |                   | 8e 500m 14e 1000m  | 8e        |
| 2004 |                   | 7e 500m 6e 1000m   | 5e        |
| 2005 |                   | 8e 500m            | 18e       |
| 2006 | 26e 500m          |                    | 30e       |
| 2007 |                   | 12e 500m 17e 1000m | 8e        |
| 2008 |                   | 13e 500m 8e 1000m  | DQ1       |

- = geen deelname
DQ# = diskwalificatie op de # afstand

### Medaillespiegel
| kampioenschap     | goud | zilver | brons |
| ----------------- | ---- | ------ | ----- |
| Olympische Spelen | 0    | 0      | 1     |